# فلیک شاگول
فلیک شاگول (انگلیسی: Flick Shagwell؛ زاده ۳ مارس ۱۹۷۹) یک بازیگر پورنوگرافی اهل بریتانیا است.